# Biuro Historyczne Centralnej Rady Zrzeszenia Związku Związków Zawodowych
Biuro Historyczne Centralnej Rady Zrzeszenia Związku Związków Zawodowych – instytucja istniejąca od 1959 roku zajmująca się historia ruchu zawodowego. Biuro wydawało w latach 1962-1966 pismo "Biuletyn Biura Historycznego CRZZ". Jego kontynuacją był wydawany w latach od 1967 roku  "Kwartalnik Historii Ruchu Zawodowego". Instytucja została później przekształcona w Zakład Historii i Teorii Ruchu Zawodowego w Centrum Studiów Związków Zawodowych przy CRZZ.